# Иван Георгиев (певец)
Вижте пояснителната страница за други личности с името Иван Георгиев.
Иван Георгиев е български певец на народни песни, роден на 30 септември 1931 г. в село Горна Чамурла, Северна Добруджа (Ceamurlia de sus в днешна Румъния).
През 1940 г. съгласно Крайовската спогодба, според която Южна Добруджа е върната на България, семейството му заедно с много други етнически български семейства е принудено да се пресели в село Дъбовик, община Генерал Тошево. През 1957 г. е привлечен за солист на Добруджанския ансамбъл, където работи до пенсионирането си през 1991 г.
Иван Георгиев е изпълнител на добруджански народни песни. Първите му записи в радиото са от средата на 60-те години, а последните — през 1982 г. Като солист на ансамбъл „Добруджа“ има многобройни концерти в България и по света. Носител е на многобройни отличия.
Умира на 29 ноември 1992 г.
Ежегодният „Национален конкурс за млади изпълнители на кавал и добруджански народни песни“ носи неговото име.